# Sledehond

Sledehonden

Een sledehond is een hond die zijn oorsprong vindt in de koudere streken van het noordelijk halfrond, waar deze werd gebruikt als lastdier en tegenwoordig nog steeds als sledehond. De oorspronkelijke sledehond, ook wel poolhond genoemd, wordt onderverdeeld in verschillende rassen en behoort tot de oertypen.

## Rassen
De oorspronkelijke sledehonden zijn:
- Alaska-malamute
- Siberische husky
- Samojeed
- Canadese eskimohond (qimmiq)
- Groenlandse hond

## Geschiedenis
De vroege nomadenstammen uit Oost-Azië die, via de Beringstraat, Noord-Amerika en Groenland bevolkten, werden waarschijnlijk vergezeld door groepen wolven die werden aangetrokken door achtergelaten etensresten. Men vermoedt dat wolven aanvankelijk werden gedomesticeerd om te kunnen worden ingezet bij de jacht. Door kruising en selectie werden bepaalde eigenschappen versterkt waardoor de wolfhonden ook als lastdier konden worden gebruikt en vervolgens als sledehond.
Poolhondenrassen behoren tot de oudst bekende hondenrassen ter wereld. Archeologische vondsten in het poolgebied tonen aan dat het Inuitvolk in 2000 v.Chr. al gebruik maakten van sledehonden.

## Eigenschappen
Vanwege hun oorspronkelijk leefomgeving zijn sledehonden primair ingesteld om te overleven, een eigenschap die ze van hun voorouders hebben geërfd. Dit uit zich in een zeer sterk ontwikkeld jachtinstinct, gerichtheid op voedsel en een hoge mate van zelfstandigheid. Iemand die overweegt een sledehond als huisdier te nemen, dient hier absoluut rekening mee te houden.
Een andere eigenschap die de oorsprong van een sledehond is het feit dat ze, net als wolven, nauwelijks blaffen maar huilen.